# Scudo di Battersea
Lo scudo di Battersea è uno scudo cerimoniale celtico, ritrovato nel 1857 nelle acque del Tamigi ed esposto al British Museum (stanza 50). Realizzato in bronzo, è probabilmente il più famoso prodotto dell'età del Ferro in Britannia. Prende il nome dal luogo di ritrovamento, situato lungo il Tamigi, probabilmente nei pressi del ponte sospeso noto come Chelsea Bridge.
Lo scudo era destinato a un uso ostentativo, cerimoniale o votivo, ma non bellico: forse si trattava di un'arma di gala o da parata oppure di un oggetto destinato all'offerta rituale a qualche divinità acquatica o ctonia, secondo un uso attestato da molte altre deposizioni, rinvenute sia nel Tamigi sia in altri corsi d'acqua della Britannia e dell'Irlanda.
Varie sono le proposte per una collocazione cronologica: la datazione suggerita dall'allestimento museale londinese spazia tra il 350 e il 50 a.C., ma alcuni autori si spingono fino alla prima metà del I secolo d.C.. Nonostante le supposte influenze stilistiche dell'arte romana e l'influsso mediterraneo suggerito dall'uso dello smalto rosso, lo si ritiene comunque un prodotto dell'arte insulare, grazie al parallelo stilistico offerto dall'umbone fortemente in rilievo, che trova riscontro in altri oggetti simili.

## Realizzazione
Il reperto conservato al British Museum consiste esclusivamente della lamina bronzea esterna che originariamente ricopriva un supporto ligneo, deperitosi nel tempo. L'unione dei due elementi formava uno scudo dalla forma allungata, il tipico scudo degli antichi Britanni nell'immaginario popolare. Analisi spettrofotometriche di assorbimento atomico condotte dal museo londinese hanno fornito la composizione atomica della lega metallurgica, che risulta costituita per l'85% da rame, per il 10% da stagno e per il 5% da piombo. Le analisi fanno altresì ritenere che la superficie dell'oggetto non sia mai stata sottoposta a un procedimento di doratura.
Lo scudo si compone di più parti - 4 lamine e tre pannelli decorati - racchiusi da una fascia perimetrale. La giunzione tra i componenti è assicurata da rivetti, di cui però non sono visibili le teste, volutamente occultate dalla parziale sovrapposizione dei bordi dei pezzi e delle rondelle, in corrispondenza dei punti di giunzione tra lamine e rondelle metalliche con il supporto ligneo soggiacente.
L'elevata qualità artistica del manufatto - tra i più rappresentativi dell'arte celtica in Britannia - ne fa un prodotto quasi privo di riscontri nel panorama dell'età del ferro insulare: del maestro che lo ha lavorato, non si conosce altro oggetto se non questo.

### Tecniche impiegate

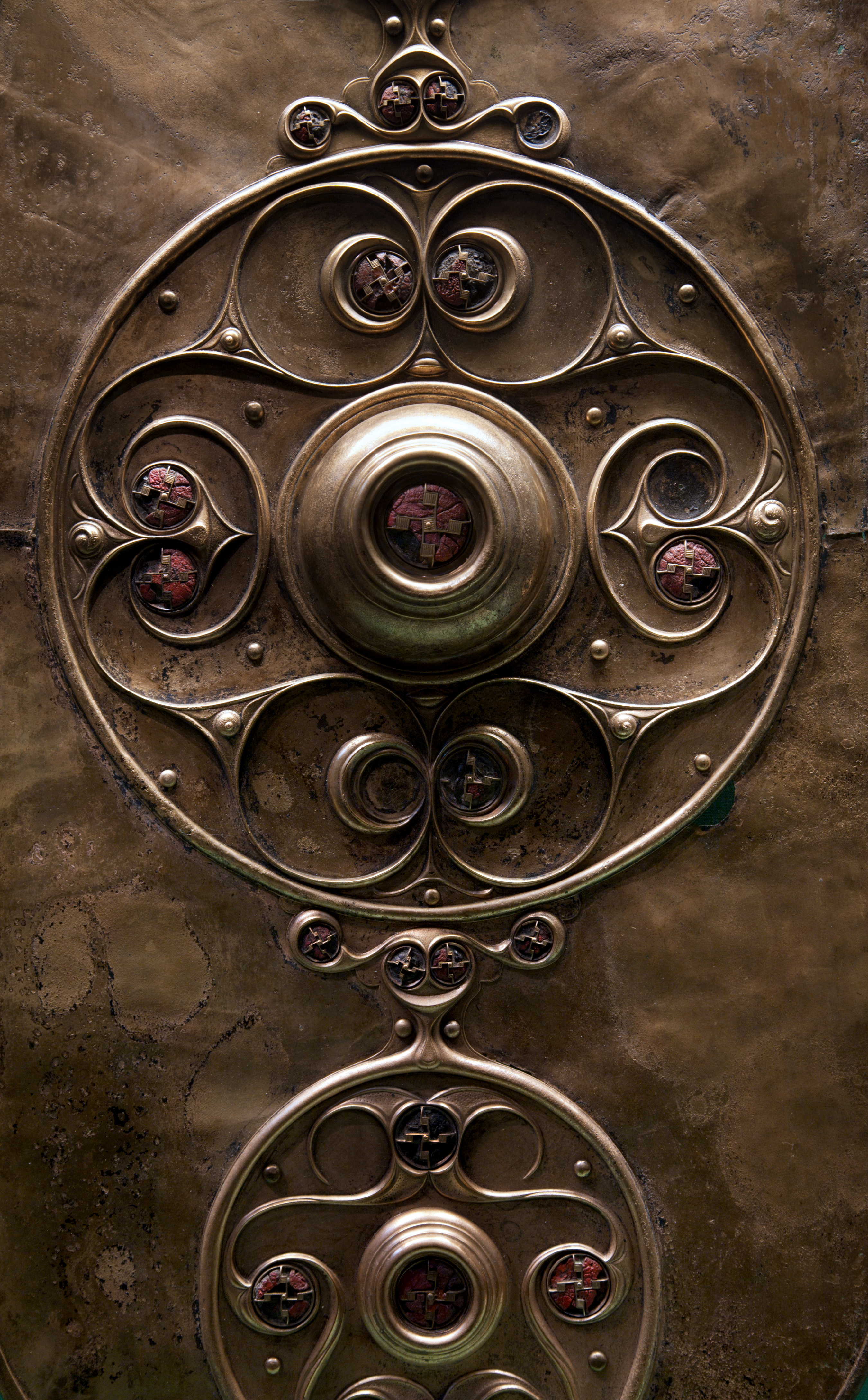
Dettagli di due rondelle dello scudo: si possono notare l'umbone centrale, i resti degli inserti in smalto rosso, e le incastonature svasticoidi con funzioni decorative e strutturali.

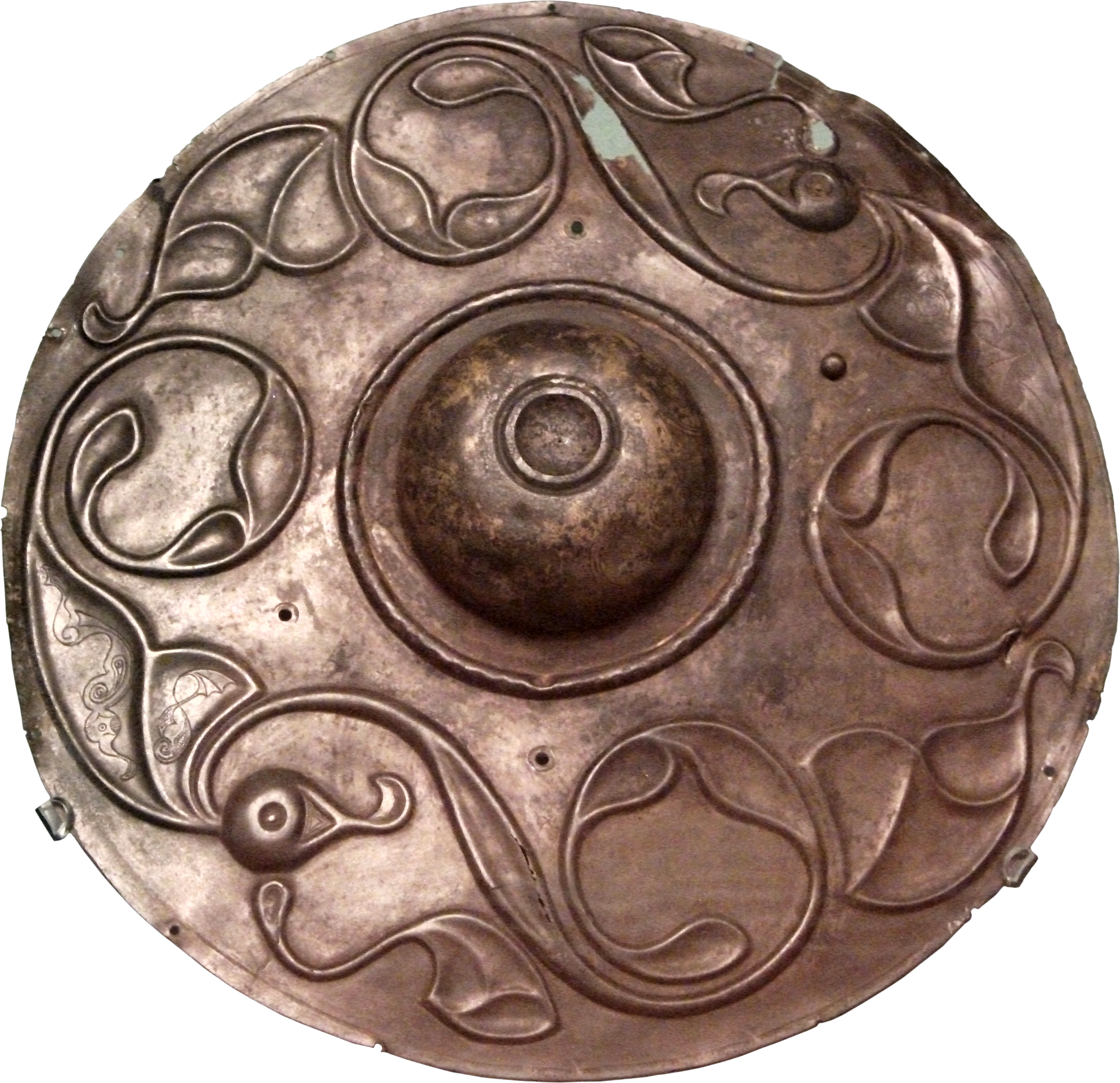
L'umbone protrudente dello Scudo di Wandsworth, un scudo circolare celtico del II secolo a.C., sempre conservato al British Museum.

La superficie è lavorata a sbalzo ed esaltata da rilievi e dalle punzonature, tecniche di cui l'artista si è servito per realizzare una decorazione a cerchi con motivi a palmette e a S interlacciate in configurazioni spiraleggianti, che si sviluppano secondo uno schema geometrico spiccatamente simmetrico.

#### Decorazione
La decorazione, sebbene nello stile tipico di La Tène, è piuttosto peculiare: è, infatti, interamente racchiusa nel perimetro di tre rondelle borchiate, disposte simmetricamente in verticale, e distribuite sulla sagoma leggermente sciancrata dello scudo; la rondella in posizione centrale, più grande, si avvicina quasi a toccare il bordo, in corrispondenza della massima depressione della sciancratura mediana: affiancate in verticale vi sono le due rondelle più piccole. Al centro della rondella più grande, in corrispondenza del punto in cui si innestava l'impugnatura interna dello scudo, è racchiuso l'umbone centrale, piuttosto prominente, che trova un parallelo nello scudo rotondo di Wandsworth.

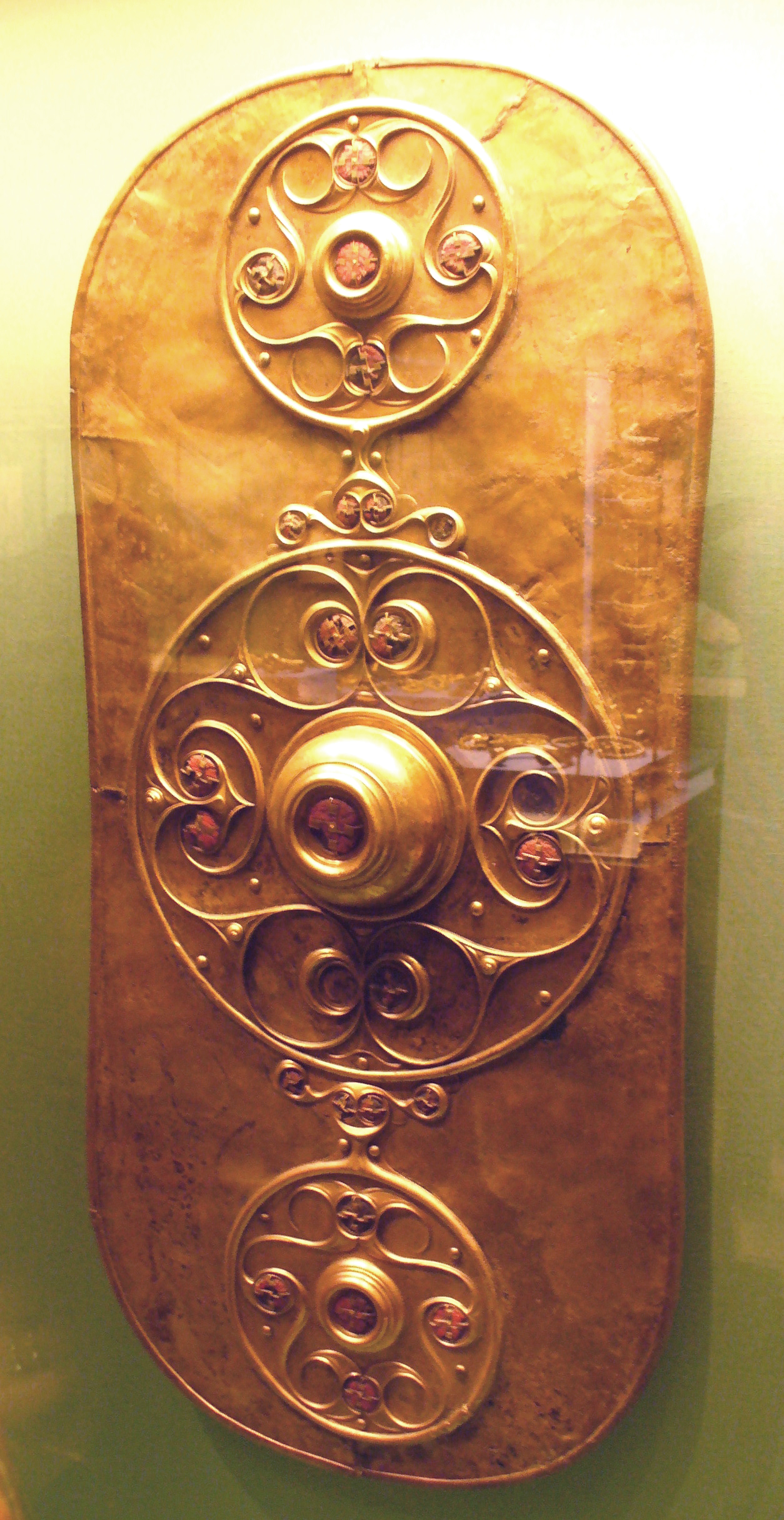
Lo scudo di Battersea, in una diversa resa fotografica.

La decorazione è completata dall'applicazione di 26 inserti in smalto vitreo opaco di colore rosso, in quattro diverse dimensioni, il più grande dei quali è montato sull'umbone centrale: per migliorare la tenuta dell'applicazione, la sede in cui è incastonata la pasta vitrea è un incavo irruvidito, scandito e innervato da una griffe in rilievo di forma svasticoide, con funzione strutturale e decorativa. Analisi compiute sulla pasta vitrea ne suggeriscono l'origine mediterranea.
Lo sviluppo della decorazione sembra seguire, a prima vista, una logica puramente astratta, ma un esame più attento rivela allusioni antropomorfe, con la riproduzione di una varietà di volti.

### Dimensioni
Il manufatto misura 77,7 centimetri in altezza per una larghezza massima di 35,7 cm in corrispondenza delle due rondelle più piccole. La larghezza minima (34,1) viene raggiunta, invece, in corrispondenza dell'asse orizzontale mediano, dove la lieve sciancratura comporta un restringimento della sagoma dello scudo.
Il peso attuale, che ovviamente non tiene conto delle parti andate perdute, è di 3,4 chilogrammi.

## Datazione
Di difficile soluzione è il problema della datazione dell'oggetto, sia per l'assenza di un contesto archeologico, sia, soprattutto, a causa della peculiarità della decorazione che, sebbene riconoscibilmente iscrivibile nello stile artistico lateniano, non è tuttavia strettamente comparabile ad altri manufatti.
La simmetria della composizione e la forma sciancrata hanno spinto alcuni a ravvisarvi il risultato di un'influenza artistica romana, con una datazione conseguentemente tarda, tra il I secolo a.C. e l'inizio del I secolo d.C., cioè di poco precedente o a cavallo della conquista romana della Britannia.
A conferma di questa datazione tarda, vi sarebbero anche le stesse applicazioni di smalto rosso: queste, secondo alcuni autori, rappresentano un'acquisizione risalente a un'epoca prossima o coincidente alla conquista romana; ma anche l'accettazione di quest'ultima ipotesi, non è esente da difficoltà su alcuni pezzi.
Un nuovo accurato studio, condotto nel 1980, ha comportato lo smontaggio e il rimontaggio dei pezzi di cui lo scudo si compone: pur non giungendo a conclusioni definitive, lo studio ha suggerito come possibile una ben più precoce datazione al III secolo a.C..